# Клифтон (Аризона)
Клифтон (англ. Clifton) — город в США. Административный центр (1909) округа Гринли штата Аризона.
Находится в юго-восточной Аризоне. Расположен недалеко от границы с Нью-Мексико. Медь была обнаружена в 1865 году в соседнем Моренси (неинкорпорированном) и впервые добыта там в 1872 году. В 1937 году корпорация Phelps Dodge начала разработку открытого карьера, который сейчас является одним из крупнейших в Соединённых Штатах (ширина 7920 футов [2414 метров] и глубина более 1320 футов [402 метра]). Клифтон расположен в 2 милях (3,2 км) к востоку от Моренси вдоль реки Сан-Франциско и является одним из старейших непрерывно действующих лагерей по добыче меди на Юго-Западе. В этом районе также встречаются драгоценные камни (агаты, азурит, бирюза). Большая часть исторического города была разрушена наводнениями в 1983 и 1993 годах, и лишь несколько зданий были восстановлены. Клифтон примечателен как самая южная точка живописной тропы Коронадо. Он также является одним из городов, претендующих на звание места рождения Джеронимо, хотя историки это утверждение не поддерживают. Инкорпорирован в 1909 году. Население: (2000) 2596; (2010) 3311.
| 2010[…] | 2020  |
| ------- | ----- |
| 3311    | ↗3933 |